# Эндьюранс (Dragon 2)
«Эндьюранс» (англ. Endurance; в пер. с англ. — «выносливость») — многоразовый транспортный космический корабль SpaceX, третий корабль Dragon 2 совершивший пилотируемый полёт. Впервые запущен 11 ноября 2021 года в рамках миссии SpaceX Crew-3. Назван получил 7 октября 2021 в честь команды разработчиков.

## Полёты
С ноября 2021 совершил 4 полёта, общей продолжительностью 680 дней, что является вторым результатом суммарной продолжительности пребывания в космосе после корабля Индевор.
| № | Название       | Эмблема | Дата старта     | Дата посадки   | Продолжительность            | Цель миссии        | Экипаж взлёта                                                      | Экипаж посадки                                                     |
| - | -------------- | ------- | --------------- | -------------- | ---------------------------- | ------------------ | ------------------------------------------------------------------ | ------------------------------------------------------------------ |
| 1 | SpaceX Crew-3  |         | 11 ноября 2021  | 6 мая 2022     | 176 дней, 2 часа, 39 минут   | Cмена экипажа МКС. | Раджа Чари Томас Маршбёрн Матиас Маурер Кейла Бэррон               | Раджа Чари Томас Маршбёрн Матиас Маурер Кейла Бэррон               |
| 2 | SpaceX Crew-5  |         | 5 октября 2022  | 12 марта 2023  | 157 дней, 10 часов, 1 минута | Cмена экипажа МКС. | Николь Манн Джош Кассада Коити Ваката Анна Кикина                  | Николь Манн Джош Кассада Коити Ваката Анна Кикина                  |
| 3 | SpaceX Crew-7  |         | 26 августа 2023 | 12 марта 2024  | 199 дней, 2 часа, 19 минут   | Cмена экипажа МКС. | Жасмин Могбели Андреас Могенсен Сатоси Фурукава Константин Борисов | Жасмин Могбели Андреас Могенсен Сатоси Фурукава Константин Борисов |
| 4 | SpaceX Crew-10 |         | 15 марта 2025   | 9 августа 2025 | 145 дней, 18 часов, 10 минут | Cмена экипажа МКС. | Энн Макклейн Николь Айерс Такуя Ониши Кирилл Песков                | Энн Макклейн Николь Айерс Такуя Ониши Кирилл Песков                |